# Montrond-le-Château
Montrond-le-Château è un comune francese di 574 abitanti situato nel dipartimento del Doubs nella regione della Borgogna-Franca Contea.

## Società

### Evoluzione demografica
Abitanti censiti